# Bürgerschaftswahl in Bremen 1946
- KPD: 3
- SPD: 51
- BDV: 12
- CDU: 12
- Unabh.: 2

Die Bürgerschaftswahl in Bremen 1946 war die erste Wahl zur Bürgerschaft der Stadt Bremen nach dem Zweiten Weltkrieg. Sie fand am 13. Oktober 1946 statt.
Die Wahl fand ausschließlich in der Stadt Bremen statt. Das Land Bremen wurde erst am 21. Januar 1947 mit der Proklamation Nr. 3 gebildet, rückwirkend zum 1. Januar 1947.

## Ergebnis
Die Wahlbeteiligung lag bei 85,2 Prozent. Die SPD wurde stärkste Partei und stellte in einer Koalition mit BDV und KPD mit Wilhelm Kaisen weiterhin den Bürgermeister im Senat Kaisen II.
Jeder Wähler hatte je nach Wahlkreisgröße drei bis fünf Stimmen.
| Partei         | Stimmen | Prozent | Sitze | Veränderung |
| -------------- | ------- | ------- | ----- | ----------- |
| SPD            | 316.457 | 47,6    | 51    | +24         |
| CDU            | 125.307 | 18,9    | 12    | +12         |
| BDV            | 121.279 | 18,3    | 12    | −9          |
| KPD            | 76.411  | 11,5    | 3     | −6          |
| Einzelbewerber | 24.876  | 3,7     | 2     | −1          |

Veränderung der Sitze im Vergleich zur am 17. April 1946 durch die Militärregierung ernannten Beratenden Bürgerschaft.